# Gelap
Gelap is een bestuurslaag in het regentschap Lamongan van de provincie Oost-Java, Indonesië. Gelap telt 1422 inwoners (volkstelling 2010).